# 南川端町
南川端町（みなみかわばたちょう）は、江戸期から現在にかけての青森県弘前市の地名。郵便番号は036-8195。2017年6月1日現在の人口は151人、世帯数は103世帯。

## 地理
土淵川沿い西側に位置する町。町域の北部は北川端町、川をはさんで東部から南部にかけて吉野町、西部は銅屋町に接する。

## 歴史
- 寛文13年 - 弘前中惣屋敷絵図によれば新派町として屋敷割が若干見られる。
- 文政5年 - 町割りで南川端町とある。

### 沿革
- 江戸期 - 弘前城下の一町。
- 明治初年～明治22年 - 弘前を冠称。
- 1899年（明治22年） - 弘前市に所属。

### 地名の由来
土淵川沿いの北川端町に対し、南に立地することから。

## 施設

### 医療
- ナルミ医院

### 工業
- 福田鐵鋼所

## 小・中学校の学区
市立小・中学校に通う場合、学区は以下の通りとなる。
| 大字     | 番地 | 小学校             | 中学校             |
| -------- | ---- | ------------------ | ------------------ |
| 南川端町 | 全域 | 弘前市立大成小学校 | 弘前市立第三中学校 |

## 交通
- 弘南鉄道大鰐線
  - 中央弘前駅